# Hiệu ứng rung lắc (chính trị học)
Hiệu ứng rung lắc (tiếng Anh: Swing effect), hoặc gọi hiệu ứng quả lắc đồng hồ (pendulum effect), nguyên lúc đầu là một danh từ về phương diện tâm lí học, chủ yếu là miêu tả hiện tượng lắc lư đung đưa, lung lay chao đảo, dao động cao thấp của cảm xúc loài người. Đây là một loại hiện tượng hay thấy của tâm lí cử tri, chỉ lúc mặt trận nào đó sau khi thắng lớn ở trong tuyển cử lần thứ nhất, mặt trận bị đánh bại khá dễ thu phục các nơi bị mất đi ở trong tuyển cử lần sau, đúng giống quả lắc đồng hồ sau khi lắc hướng về bên trái liền lắc hướng về bên phải ngay, tuần hoàn không nghỉ. Đây chủ yếu là biểu hiện ra mặt ở người dân không muốn mong một đảng liên tục không ngừng đứng một mình tự cho là lớn. Thí dụ không ít quốc gia ở châu Âu, thì thường hay xuất hiện tình hình đảng nắm giữ chính quyền thay đổi lần lượt.
Hiệu ứng rung lắc trong tuyển cử chính trị không phải là quy tắc cho rằng tất nhiên - đoán là hẳn như vậy, trong khi đó vẫn có nhân tố khách quan khác, chưa có bày tỏ, bộc lộ. Thí dụ mặt trái có Singapore, Nga, Philippines, v.v Hiệu ứng rung lắc chỉ dùng cho giải thích kết thúc cuộc thi đua tranh tài, nhưng mà khó dùng chuẩn xác cho dự liệu trước cuộc thi tài. Thí dụ mặt phải sáng tỏ nhất là bầu cử giữa nhiệm kì Hoa Kỳ, bất luận đảng nào là đảng nắm giữ chính quyền, hầu như tất phải bị thất bại mà mức độ không như nhau (Quốc hội mất đi thứ tự sắp xếp chỗ ngồi một phần, thậm chí mất đi quyền kiểm soát), đó bắt nguồn ở sự bất mãn của cử tri đối với đảng nắm giữ chính quyền, hoặc ít nhất là một ít tin tức cảnh báo cho đảng nắm giữ chính quyền. Tình huống này phát sinh ngoại lệ vào năm 1998, lúc đó dưới ảnh hưởng của vụ án hạch hỏi Bill Clinton, Đảng Dân chủ nắm giữ chính quyền lấy trở lại số chỗ ngồi trong Quốc hội.

## Phản ứng vòng xúc xích
Hiệu ứng rung lắc có khả năng có phản ứng vòng xúc xích, tiêu điểm chỉ rơi trên hai chính đảng lớn ở bên trong sinh thái của chính trị đa đảng. Cử tri chia làm cử tri rung lắc và cử tri sắt, cử tri rung lắc không tới nửa số, nhưng mà họ không muốn mong một đảng đứng một mình tự cho là lớn, mãi mãi bất mãn tất cả chính tích của đảng nắm giữ chính quyền, kì vọng đảng đối lập có cử động, hành vi mới. Tuy nhiên cử tri phiếu sắt lại quá lạc quan, cho rằng lần sau cũng đoán là hẳn như thế sẽ thắng dài, đã buông thả mang tính tích cực. Sau khi một đảng thắng vượt, người lãnh đạo đảng đối lập nhận ra lỗi lầm, thí dụ từ chức, người mới lên giữ chức, chấp thuận tự mình hoàn thiện. Trong tuyển cử lần sau, phiếu rung lắc tin tưởng sự đáp ứng của đảng đối lập, tỉ lệ bỏ phiếu vô cùng cao, bỏ phiếu hướng về đảng đối lập, hình thành hiệu ứng rung lắc.

## Hiệu ứng rung lắc ở các nước

### Nước Mĩ
Hiệu ứng rung lắc ở Hoa Kỳ chính là bang rung lắc, các bang rung lắc đã biết hay làm cho thay đổi kết quả giữa đảng Dân chủ và đảng Cộng hoà, tương đương "chỗ ngồi rung lắc" ở cấp địa phương. Trái lại, bang không rung lắc tương đương "chỗ ngồi an toàn", bởi vì nó rất ít thay đổi kết quả. Sự thay đổi kết quả chính trị do chế độ phổ thông đầu phiếu toàn quốc đang sử dụng mà ảnh hưởng nghiêm trọng.